# Ruggero Vasari
Ruggero Vasari (* 6. Februar 1898 in Messina; † 26. Mai 1968 ebenda) war ein italienischer Lyriker und Dramaturg des zweiten Futurismus.

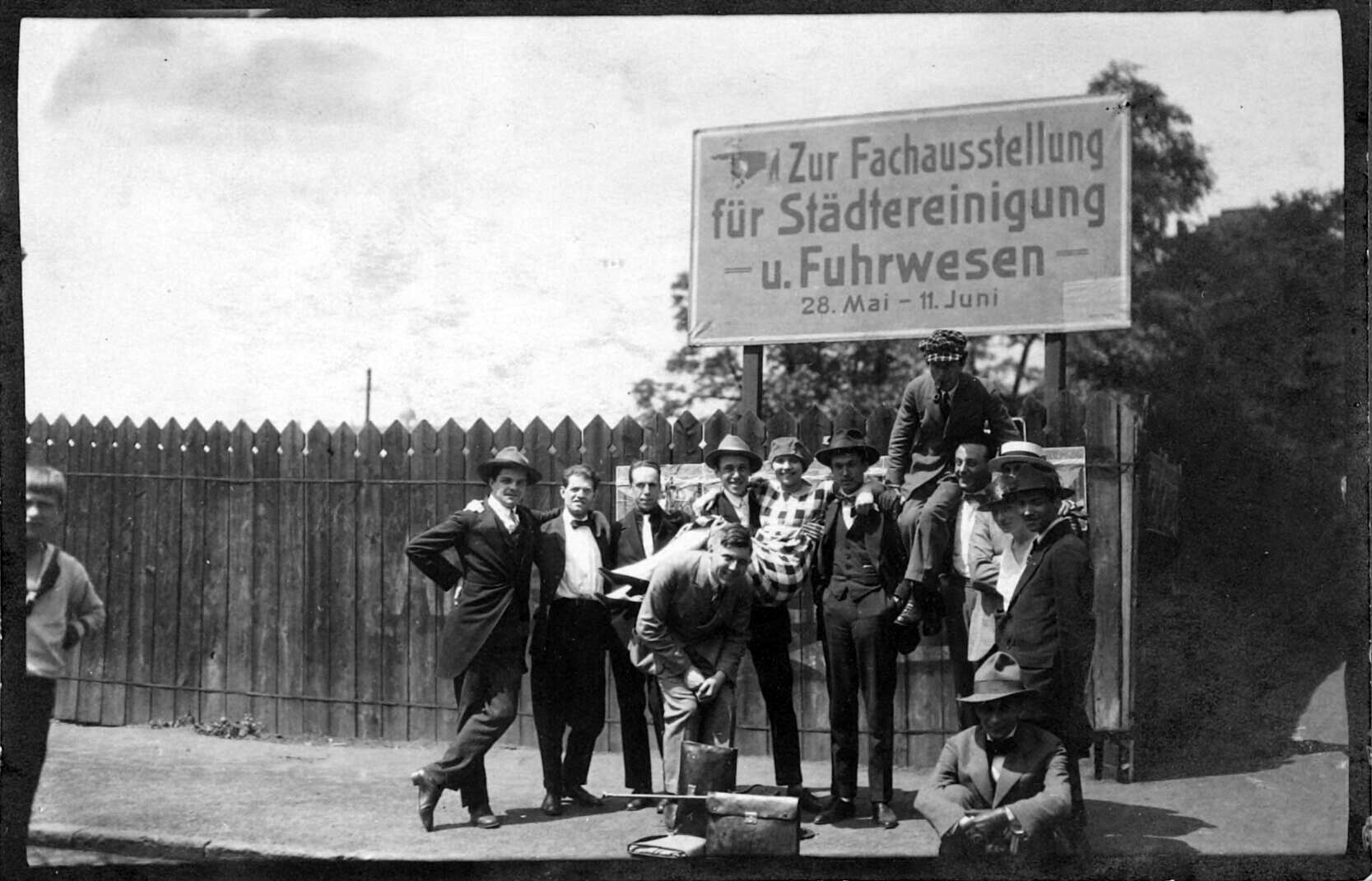
Erster Internationaler Kongreß fortschrittlicher Künstler, Düsseldorf, 1922

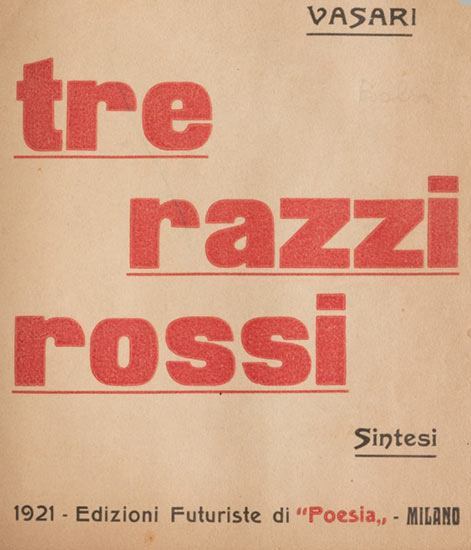
tre razzi rossi (1921)

## Leben
Vasari trat mit Enrico Prampolini für die Verbreitung des Futurismus außerhalb Italiens ein. Vasari ließ sich in Berlin nieder und gab die Zeitschrift Der Futurismus heraus. Er arbeitete eng mit Herwarth Walden zusammen. Artikel über italienische Futuristen wurden in Der Sturm veröffentlicht. 1922 nahm Vasari an dem Kongress der Union Internationaler Fortschrittlicher Künstler teil.

## Werke (Auswahl)
- Tre Razzi Rossi. Mailand: Edizioni Futuriste di "Poesia", 1921
- La mascherata degli impotenti. Rom: Edizioni NOI, 1923
- L'Angoscia delle macchine. Turin: Rinascimento, 1925
- Tung-ci - Raun. 1932